# Kajakarstwo na Letnich Igrzyskach Olimpijskich 1956 – C-2 1000 m mężczyźni
Zawody w kajakarstwie klasycznym kanadyjek (C2) na dystansie 1000 m mężczyzn na Letnich Igrzyskach Olimpijskich 1956 zostały rozegrane 1 grudnia 1956 r. W zawodach wzięło udział 20 zawodników z 10 państw. Zawody składały się  z eliminacji i finału.

## Rezultaty

### Eliminacje
Wyścig 1
| Poz. | Zawodnicy                       | Reprezentacja | Czas   | Uwagi |
| ---- | ------------------------------- | ------------- | ------ | ----- |
| 1    | Dumitru Alexe Simion Ismailciuc | Rumunia       | 4:48,1 | Q     |
| 2    | Pawieł Charin Gracyan Botiew    | ZSRR          | 4:52,4 | Q     |
| 3    | Otto Schindler Walter Waldner   | Austria       | 5:05,9 | Q     |
| 4    | Kaj Sylvan Gerner Christiansen  | Dania         | 5:07,5 | Q     |
| 5    | Egon Drews Herbert Kirschner    | Niemcy        | 5:19,8 |       |

Wyścig 2
| Poz. | Zawodnicy                      | Reprezentacja     | Czas   | Uwagi |
| ---- | ------------------------------ | ----------------- | ------ | ----- |
| 1    | Károly Wieland Ferenc Mohácsi  | Węgry             | 5:02,5 | Q     |
| 2    | William Jones Thomas Ohman     | Australia         | 5:04,6 | Q     |
| 3    | Georges Dransart Marcel Renaud | Francja           | 5:07,2 | Q     |
| 4    | William Collins Bert Oldershaw | Kanada            | 5:08,9 | Q     |
| 5    | George Byers Richard Moran     | Stany Zjednoczone | 5:16,1 |       |

### Finał
| Poz. | Zawodnik                        | Reprezentacja | Czas   |
| ---- | ------------------------------- | ------------- | ------ |
| 1.   | Dumitru Alexe Simion Ismailciuc | Rumunia       | 4:47,4 |
| 2.   | Pawieł Charin Gracyan Botiew    | ZSRR          | 4:48,6 |
| 3.   | Károly Wieland Ferenc Mohácsi   | Węgry         | 4:54,3 |
| 4.   | Georges Dransart Marcel Renaud  | Francja       | 4:57,7 |
| 5.   | William Jones Thomas Ohman      | Australia     | 5:03,0 |
| 6.   | Otto Schindler Walter Waldner   | Austria       | 5:04,4 |
| 7.   | William Collins Bert Oldershaw  | Kanada        | 5:11,0 |
|      | Kaj Sylvan Gerner Christiansen  | Dania         | DQ     |